# Marco Benfatto
Marco Benfatto (* 6. Januar 1988 in Camposampiero) ist ein ehemaliger italienischer Straßenradrennfahrer.

## Karriere
Marco Benfatto wurde 2006 italienischer Junioren-Bahnradmeister im Teamsprint und im Scratch. Auf der Straße gewann er 2006 eine Etappe bei der Nachwuchsversion des Giro della Toscana. In der Saison 2012 gewann er jeweils eine Etappe beim Giro della Regione Friuli Venezia Giulia und beim Giro Ciclistico d’Italia. Ende der Saison fuhr er für das UCI ProTeam Liquigas-Cannondale als Stagiaire und ab 2013 für das Continental Team Astana. 2014 wechselte er zum Continental Team Astana und nach zwei Jahren dort zu Androni Giocattoli.
Bis einschließlich 2019 errang Benfatto zahlreiche Etappensiege bei Rundfahrten, besonders erfolgreich war er in Asien. So gewann er acht Etappen bei der Tour of China, sieben Etappen der China-Rundfahrt II und zudem 2016 deren Gesamtwertung, 2014 zwei Etappen der Tour of Qinghai Lake sowie 2019 zwei Etappen der Tour of Taihu Lake. 2018 entschied er eine Etappe der Tour of Hainan für sich und 2019 eine Etappe der Tour de Langkawi.
Zur Saison 2020 wechselte Benfatto zum Team Bardiani CSF Faizanè. Aufgrund der COVID-19-Pandemie hatte er wenig Renneinsätze und konnte keine weiteren Erfolge erringen. Nachdem er trotz der Erfolge in den Vorjahren für die Saison 2021 keinen neuen Vertrag bei einem Profiteam erhielt, beendete er seine Karriere als Radrennfahrer.

## Erfolge

### Straße
2006
- eine Etappe Giro della Toscana

2012
- eine Etappe Giro della Regione Friuli Venezia Giulia
- eine Etappe Giro Ciclistico d’Italia

2014
- eine Etappe Tour de Normandie
- zwei Etappen Tour of Qinghai Lake

2016
- zwei Etappen und Punktewertung Tour of Bihor - Bellotto
- drei Etappen und Punktewertung Tour of China I
- Gesamtwertung, Punktewertung und drei Etappen Tour of China II

2017
- eine Etappe Tour of China I
- zwei Etappen Tour of China II

2018
- eine Etappe Vuelta a Venezuela
- zwei Etappen Tour of China I
- eine Etappe Tour of Hainan

2019
- eine Etappe Vuelta al Táchira
- eine Etappe Tour de Langkawi
- zwei Etappen und Punktewertung Tour of China I
- zwei Etappen Tour of China II
- zwei Etappen Tour of Taihu Lake

### Bahn
2006
- Italienischer Meister – Teamsprint (Junioren) (mit Tomas Alberio und Elia Viviani)
- Italienischer Meister – Scratch (Junioren)